# Divize B 1967/1968
V soubojích 3. ročníku České divize B 1967/68 se utkalo 14 týmů dvoukolovým systémem podzim - jaro. Tento ročník začal v srpnu 1967 a skončil v červnu 1968.

## Nové týmy v sezoně 1967/68
Z 2. ligy – sk. A 1966/67 nesestoupilo do Divize B žádné mužstvo. Z krajských přeborů ročníku 1966/67 postoupila vítězná mužstva TJ Břevnov z Pražského přeboru a TJ Sklo Union Teplice "B" ze Severočeského krajského přeboru

## Výsledná tabulka
Zdroj: 
| Poř. | Tým                        | Z  | V  | R | P  | VG | OG | B  |
| ---- | -------------------------- | -- | -- | - | -- | -- | -- | -- |
| 1.   | TJ Spartak Ústí nad Labem  | 26 | 20 | 3 | 3  | 80 | 17 | 43 |
| 2.   | TJ Slovan Liberec          | 26 | 17 | 5 | 4  | 56 | 23 | 39 |
| 3.   | TJ Kovostroj Děčín         | 26 | 14 | 5 | 7  | 58 | 36 | 33 |
| 4.   | VTJ Dukla Žatec            | 26 | 11 | 5 | 10 | 43 | 32 | 27 |
| 5.   | TJ Slavia IPS Praha "B"    | 26 | 10 | 7 | 9  | 33 | 32 | 27 |
| 6.   | TJ Břevnov                 | 26 | 9  | 6 | 11 | 41 | 43 | 24 |
| 7.   | TJ Spartak Praha Motorlet  | 26 | 8  | 8 | 10 | 36 | 39 | 24 |
| 8.   | TJ Tesla Žižkov            | 26 | 11 | 2 | 13 | 35 | 43 | 24 |
| 9.   | TJ Bohemians ČKD Praha "B" | 26 | 9  | 5 | 12 | 36 | 34 | 23 |
| 10.  | TJ CHZ Litvínov            | 26 | 8  | 7 | 11 | 35 | 51 | 23 |
| 11.  | TJ Dynamo Kobylisy         | 26 | 8  | 6 | 12 | 25 | 43 | 22 |
| 12.  | TJ Sklo Union Teplice "B"  | 26 | 6  | 8 | 12 | 30 | 41 | 22 |
| 13.  | TJ Baník DPG Hrdlovka      | 26 | 7  | 6 | 13 | 21 | 54 | 20 |
| 14.  | TJ Slavoj Vyšehrad         | 26 | 7  | 1 | 18 | 26 | 49 | 15 |

Poznámky:
- Z = Odehrané zápasy; V = Vítězství; R = Remízy; P = Prohry; VG = Vstřelené góly; OG = Obdržené góly; B = Body

|  | Postup do 2. ligy – sk. A 1968/69                |
|  | Sestup do příslušného oblastního přeboru 1968/69 |